# Stéphanie Bodet
Stéphanie Bodet, née le 14 mars 1976 à Limoges, est une grimpeuse professionnelle, championne du monde d'escalade et écrivaine française,. Elle est connue pour ses expéditions ouvertures en grandes voies, souvent partagées avec son mari, Arnaud Petit.

## Biographie
Stéphanie Bodet est née à Limoges le 14 mars 1976 mais sa famille s'installe rapidement à Gap où elle passe son enfance. Elle a un frère et une sœur. C'est une enfant fragile, souffrant de crises d'asthme.
Elle se prend de passion pour l'escalade à l'âge de 14 ans en grimpant le mont Aiguille, dans le massif du Vercors. Cinq ans plus tard elle rencontre Arnaud Petit, lors d'un stage de l'équipe de France, qui va devenir son mari et compagnon d'escalade. Lorsqu'elle a vingt ans, sa jeune sœur meurt brutalement, elle arrête alors ses études de lettres modernes et se réfugie dans l'escalade. Par la suite, elle les reprend brièvement pour obtenir un CAPES de lettres modernes ainsi qu'un DEUG Lettres et langues, et enseigne quelque temps comme professeure de lettres,.
Elle est aussi titulaire d'un brevet d'État d'escalade.
Elle participe à des compétitions d'escalade durant cinq ans. Stéphanie Bodet appartient à la première génération de grimpeurs qui pratiquent leur discipline comme un sport comme les autres, participant à des compétitions sur mur artificiel ou bloc.
Au championnat d’Europe au Zénith à Paris en 1996, elle est troisième et en 1999, elle gagne la coupe du monde de bloc et les X-Games à San Francisco. Elle est aussi la spécialiste des big walls, ces parois de plus de 600 mètres d’aplombs et de surplombs, comme celle d’El Capitan dans le parc de Yosemite aux États-Unis, qu’elle gravit en 2007.
Puis, avec Arnaud Petit, elle parcourt le monde et multiplie les ascensions spectaculaires sur des parois difficiles comme les Tours de Trango au Pakistan en 2005 ou le Salto Angel au Venezuela en 2006.
Petit à petit, elle s’est détachée de l’escalade professionnelle, qu’elle pratique toujours pour le plaisir sur la falaise de Buoux (Vaucluse), en face de chez elle. Elle se consacre désormais au yoga, qu’elle enseigne, et à l’écriture,.
En 2020, elle incarne Circé dans le film d'Arte, Dans le sillage d'Ulysse avec Sylvain Tesson.

## Réalisations sportives

### Compétitions
- Première à la coupe du monde de bloc, 1999[3]
- Première aux « X games » (blocs) à San Francisco, 1999
- Première à l’épreuve de difficulté de Chamonix, 2000

### Falaises
- Saint-Léger (France) : « Dis moi qui tu hais » (8a/8a+ à vue), 2000
- Saint-Léger (France) : « Le Nabab » (8b+), 2000

### Blocs
- Rocklands (Afrique du Sud) « Nutsa » (8a/8a+) « The Hatchling » (7c+/8a) 2009.

### Big wall
- Tsaranoro (Madagascar) : « Gondwanaland », 1998
- Tours de Trango (Pakistan) : « Eternal flame » (6 240 m / 7a+ / A1), 2005
- Salto Ángel (Venezuela), 2006[3]
- El Capitan (Yosemite, États-Unis) : « Free Rider » (1 200 m / 7c en libre), 2007
- Taghia (Maroc) : « Babel » (800 m / 7c+ max), ouverture avec Arnaud Petit, Titi Gentet et Nicolas Kalisz, 2007
- Madagascar : « Tough Enough » (400 m / 8b+ max), (libération de la voie en équipe avec Laurent Triay, Sylvain Millet et Arnaud Petit), 2008
- Grand Capucin (massif du Mont-Blanc, France) « Voie Petit »(450 m / altitude 3 838 m / 8b max), 2010.
- Chine : « Lost in Translation » (150 m / 8a+ max à enchaîner), 2010[10].

## Publications
- Stéphanie Bodet, Arnaud Petit, Parois de légende : les plus belles escalades d'Europe, Grenoble, Glénat, coll. « Montagne randonnée », 2006, 143 p.  (ISBN 2-7234-5511-4)
- Salto Angel, Chamonix, Guérin, coll. « La Petite collection », 2008, 191 p.  (ISBN 978-2-35221-026-9)
- Stéphanie Bodet, Arnaud Petit, Parois de légende, Grenoble, Glénat, coll. « Collection Montagne-évasion », 2011, 238 p.  (ISBN 978-2-7234-8328-5)
- À la verticale de soi, Chamonix, Éditions Paulsen, coll. « Collection Guérin », 2016, 294 p.-[24] p. de pl.  (ISBN 978-2-35221-182-2)
- Stéphanie Bodet, Habiter le monde, Gallimard, coll. « L'Arpenteur », 2019, 288 p. (ISBN 2-0728-2122-3)